# Riba d'Ávia

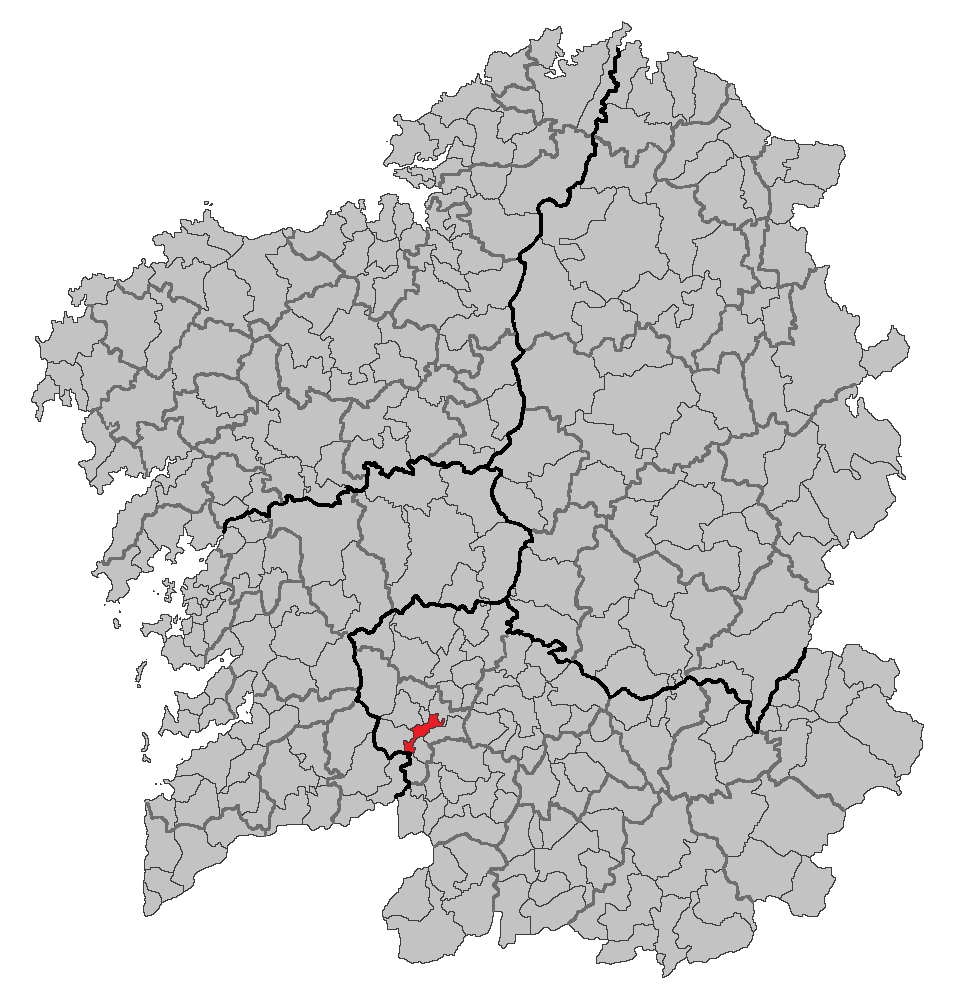
Localização de Riba d'Ávia

Riba d'Ávia (Ribadavia) é um município da Espanha na província
de Ourense,
comunidade autónoma da Galiza, de área 25,1 km² com
população de 5390 habitantes (2007) e densidade populacional de 219,78 hab/km².

## História
Pensa-se que Abobrica terá sido o nome original de Riba d'Ávia, palavra de suposta origem celta. A vila estava originalmente situada na margem esquerda do rio Avia, transladando-se posteriormente para a margem direita e, na Idade Média, já surge referida como Rippa Avie, acepção de origem romana.
Foi durante a Idade Média que a cidade atingiu o seu máximo esplendor, chegando mesmo a tornar-se a capital do Reino da Galiza (1064-1071) e algures neste longo período da história inicia-se o cultivo da vinha, possivelmente potenciado pela Ordem de Cister.
Mais tarde, em 1164, torna-se vila realenga, condição que duraria até 1375, altura em que passa a ser senhorio do Conde de Riba d'Ávia.
Conserva parte da muralha medieval, fechada em 1157, as ruínas do castelo dos Condes de Riba d'Ávia, e possui uma das mais bem conservadas judiarias de Espanha, com a sua própria sinagoga.
A cidade foi declarada Monumento Histórico Artístico em 1947.

## Demografia
| Variação demográfica do município entre 1991 e 2004 | Variação demográfica do município entre 1991 e 2004 | Variação demográfica do município entre 1991 e 2004 | Variação demográfica do município entre 1991 e 2004 |
| --------------------------------------------------- | --------------------------------------------------- | --------------------------------------------------- | --------------------------------------------------- |
| 1991                                                | 1996                                                | 2001                                                | 2004                                                |
| 6086                                                | 5650                                                | 5397                                                | 5510                                                |

## Patrimônio arqueológico
- Castro de San Paio da Veiga, en Ventosela.

## Património edificado
- Castelo de Riba d'Ávia.
- Capela de San Xes de Francelos.
- Igreja de San Paio de Ventosela. A obra actual é barroca.
- Pazo de San Paio, Ventosela.
- Pazo de Carballo, Ventosela.
- Pazo de Santiago de Esposende. Do século XVI.
- Pazo dos Ulloa de Esposende, ou das Quintas. Do século XV.